# كريس هاوكس
كريس هاوكس (بالإنجليزية: Chris Hawkes)‏ هو مغني وعازف قيثارة وملحن ومنتج أسطوانات أمريكي، ولد في 18 يناير 1982.